# Chamaeleo ituriensis
Chamaeleo ituriensis är en ödleart som beskrevs av  Schmidt 1919. Chamaeleo ituriensis ingår i släktet Chamaeleo och familjen kameleonter. Inga underarter finns listade i Catalogue of Life.